# Комсомольська сільська рада (Адамовський район)
Комсомо́льська сільська рада (рос. Комсомольский сельский совет) — сільське поселення у складі Адамовського району Оренбурзької області Росії.
Адміністративний центр — селище Комсомольський.

## Населення
Населення — 1279 осіб (2019; 1607 в 2010, 1970 у 2002).

## Склад
До складу сільської ради входять:
| Населений пункт        | Населення, осіб (2002) | Населення, осіб (2010) |
| ---------------------- | ---------------------- | ---------------------- |
| Джарабутак, селище     | 193                    | 78                     |
| Запольє, селище        | 88                     | 71                     |
| Комсомольський, селище | 1689                   | 1458                   |